# آنا بوغوريلايا
آنا أليكسييفنا بوغوريلايا (الروسية: Анна Алексеевна Погорилая؛ ولدت في 10 أبريل 1998) لاعبة تزلج فني على الجليد روسية، هي صاحبة الميدالية البرونزية العالمية لعام 2016، حاصلة على ثلاث ميداليات أوروبية (فضية في 2017 ؛ برونزية مرتين في بطولات عام 2015 و 2016) ، والميدالية البرونزية الوطنية الروسية لعام 2016. فازت بالميدالية الذهبية في ثلاث أحداث الجائزة الكبرى - كأس الصين 2013 ، كأس روستيليكوم 2016 ، وكأس إن أتش كي 2016. في وقت سابق من حياتها المهنية ، فازت بالميدالية البرونزية في بطولة العالم للناشئين 2013 وفي نهائي سباق الجائزة الكبرى للناشئين 2012-13.

## حياتها الشخصية
ولدت آنا أليكسييفنا بوجوريلايا في 10 أبريل 1998 في موسكو ، روسيا. والداها من خاركيف ، أوكرانيا.  لديها أخ يكبرها بثلاث سنوات.التحقت في عام 2016 بمعهد موسكو للثقافة البدنية والرياضة، في مايو 2018 تمت خطوبتها لراقص الجليد الروسية أندري نيفسكي التي التقت بها في عام 2015. والذي اعلنا زوجهما في يوليو 2018، ولدت ابنتهما إيفا أندرييفنا نيفسكايا في ديسمبر 2020.

## روابط خارجية
- آنا بوغوريلايا في الاتحاد الدولي للتزلج
- آنا بوغوريلايا على إنستغرام